# Гаврилова, Екатерина Дмитриевна
Екатерина Дмитриевна Гаврилова (1907, Клевичи, Демянский уезд, Новгородская губерния, Российская империя (ныне в Демянском районе Новгородской области России) — 1975) — советский передовик производства в сельском хозяйстве. Герой Социалистического Труда (1951).

## Биография
Родилась в 1907 году в деревне Клевичи Новгородской губернии в многодетной крестьянской семье.
В 1931 году переехала в город Ленинград. Работала в свиноводческом совхозе «Ручьи» Всеволожского района Ленинградской области.
С 1941 по 1945 годы в период Великой Отечественной войны работала бригадиром полеводческой бригады.
Бригада под руководством Е. Д. Гавриловой из года в год добивалась высоких урожаев: по 40—50 тонн картофеля, по 100 тонн и более корнеплодов с гектара.
1 июня 1949 года и 21 сентября 1950 года Указом Президиума Верховного Совета СССР «за выдающиеся достижения в труде по итогам 1948 и 1949 годов» Екатерина Дмитриевна Гаврилова была награждена Орденом Ленина и Орденом Трудового Красного Знамени.
В 1950 году руководимая Е. Д. Гавриловой бригада получила урожай турнепса и брюквы — 692 центнера с гектара на площади — 6 гектаров. Это был результат высокой культуры земледелия, внедрения передовых методов, творческого отношения к делу и напряжённого труда коллектива. Неоднократно принимала участие в Выставках народного достижения СССР в Москве, где занимала призовые места.
3 ноября 1951 года Указом Президиума Верховного Совета СССР «за получение высоких урожаев кормовой свеклы, брюквы и турнепса в 1950 году при выполнении совхозом плана сдачи государству сельскохозяйственных продуктов, за выполнение годового плана прироста поголовья по каждому виду продуктивного скота и птицы и обеспечение общественного поголовья скота грубыми и сочными кормами в полной потребности» Екатерина Дмитриевна Гаврилова была удостоена звания Героя Социалистического Труда с вручением Ордена Ленина и золотой медали «Серп и Молот».
Помимо основной деятельности избиралась депутатом Всеволожского городского Совета депутатов трудящихся Ленинградской области.
После выхода на пенсию жила в Ленинградской области. Умерла в 1975 году.

## Награды
- Медаль «Серп и Молот» (3.11.1951)
- Орден Ленина (1.06.1949, 3.11.1951)
- Орден Трудового Красного Знамени (21.09.1950)
- Медали ВДНХ